# M-1992 (装甲車)
M-1992は、朝鮮民主主義人民共和国（北朝鮮）によって開発された装輪装甲車である。IFV-WAと表記されることもある。なお、「M-1992」はアメリカ合衆国国防総省が識別のため付与した名称であり、北朝鮮の制式名ではない。

## 概要
M-1992は北朝鮮が独自に開発した装輪装甲車で、1992年の朝鮮人民軍創設60周年記念パレードで初めて一般に公開された。
それまで製造されていた自国製装甲車である323式（中国製のYW531A装甲兵員輸送車の改良型）とは設計理念が異なる車両で、車体は4輪駆動で旧ソ連製のBRDM-1装甲偵察車の影響を受けているとみられる。設計は速度と機動性を重視しているが、造りはかなり粗雑と評されている。完全な水陸両用能力を持つが、ウォータージェットは装備しておらず、水上航行時はタイヤの回転による推力で前進する。NBC能力は持たないと推定されている。
M-1992には、少なくとも装甲兵員輸送車型、多連装ロケット発射機型、対空ミサイル搭載型の3種類が確認されている。
装甲兵員輸送車型では、乗員2名のほか、兵員室に6-8名程度の兵員を搭載でき、武装として車体上面の前部右側にAGS-17 30mm自動擲弾銃、兵員室上部に9K111 ファゴット（NATOコード:AT-4 スピガット）対戦車ミサイルの発射機を装備している。装甲は車体前面で15mm（60度）、その他で10mm。最高速度は60km/h（路上）、航続距離は500km、越堤能力は0.6m、越壕能力は0.4m、登坂能力は30度と推定されている。
多連装ロケット発射機型では、乗員4名を搭載し、車体後部に107mm口径の24連装ロケット発射機（8本×3列）を装備している。このロケット発射機は中国製の63式107mmロケット砲を北朝鮮が国産化したものとみられ、発射管数が原型（4本×3列）より増加している。発射機の旋回が可能かどうかは不明である。発射機の搭載により、兵員輸送能力は減少したか失われたとみられている。なお、107mmではなく122mm口径だとする資料もある。
対空ミサイル搭載型では、車体後部に携帯型地対空ミサイルの4連装発射機を装備している。
装甲兵員輸送車型と多連装ロケット発射機型は、1992年のパレードでまとまった数が登場したものの、それ以降に部隊運用されている姿は確認されておらず、対空ミサイル搭載型は朝鮮人民軍武器装備展覧館の展示品でしか確認されていない。そのため、おそらく製造数は少数にとどまったとみられている。国際戦略研究所の「The Military Balance 2023」では、2023年時点の保有装備として装甲兵員輸送車型および多連装ロケット発射機型が記載されており、対空ミサイル搭載型は記載されていない。